# Aleksandr Shevtchenko
Oleksandr Vasyliovytch Shevtchenko (em ucraniano: Олекса́ндр Васи́льович Шевче́нко); Aleksandr Vasilevitch Shevtchenko (em russo: Александр Васильевич Шевченко) (26 de maio de 1883, Kharkiv, Ucrânia - 28 de agosto de 1948, Moscovo) foi um pintor representante da vanguarda ucraniano.

## Biografia
Shevtchenko formou-se inicialmente de 1890 a 1898 em Kharkiv ele estudou com o pintor Dmytro Bezperchy, na escola Stroganov de Arte Industrial de Moscovo (1805-1905) e nas academias Julian e Carrière de Paris (1905-1906) com Étienne Dinet e Jean-Paul Laurens. Entre 1907 e 1909, continuou a sua formação na Escola de Pintura, Escultura e Arquitetura de Moscovo, mas foi expulso devido às suas críticas contra os métodos tradicionais de ensino dos seus professores, entre os que destacaram Abram Arkhipov e Konstantin Korovin. 
Em 1910 aderiu ao círculo de Oslini khvost nucleado por Mikhail Larionov, produzindo uma série de obras raionistas entre 1913 e 1914 e escrevendo dois ensaios intitulados Neo-Primitivismo. A sua teoria e as suas capacidades (1913)  e Princípios do cubismo e outras tendências da arte moderna, em que fixou a sua visão da pintura moderna como uma combinação das influências de Cézanne, o cubismo, o futurismo e as formas populares da arte tradicional russa. 
Shevtchenko participou ativamente na Revolução de Outubro e, posteriormente, ministrou aulas de pintura na SVOMAS de Moscovo (1918-1920) ao tempo que, juntamente com os artistas Aleksandr Rodtchenko, Boris Korolev e outros e com os arquitetos Nikolai Ladovski, Vladimir Krinski, Aleksandr Rukhliadev e outros, fez parte da Jivskulptarkh (1919-1920), uma comissão experimental sobre a síntese da pintura, a escultura e a arquitetura. Ao mesmo tempo, esteve também envolvido na organização, dirigida pelo Comissariado Popular de Educação, do Museu de Cultura Artística em Moscovo. Em 1920 deixa de dar aulas na SVOMAS e começa a ministrá-las no recém criado VKhUTEMAS (1920-1929). Com alguns dos seus alunos organizará uma série de exposições vanguardistas em Moscovo, como a intitulada "Primitivismo tectónico e dinamismo da cor", em cujo catálogo escreveu, junto com Aleksei Grishchenko uma crítica contra a arte de design puro, em que estavam envolvidos os artistas máis radicais como Vladimir Tatlin e defendendo a pintura de cavalete como a mais adequada à criatividade moderna. 
Nessa linha, entre 1922 e 1926, verifica-se uma mudança da sua estética cara ao simbolismo e cara à combinação das poéticas da vanguarda com a sensibilidade do Romantismo, o que progressivamente o leva face a uma forma de pintura monumental. Shevtchenko integra-se no grupo simbolista Makovets, cuja exposição na Galeria Tretiakov contribui para o situar numa posição privilegiada entre os artistas não radicalmente vanguardistas da década de 1920 e será na de 1930 quando produza as suas obras monumentais mais importantes. Porém, foi acusado de "formalista", ainda que continuou a trabalhar na criação de paisagens líricas e tranquilas até 1948, quando morreu em Moscovo em 28 de agosto.

## Outros artigos
- Oslini khvost
- VKhUTEMAS
- Neo-primitivismo